# Force aérienne ougandaise
L’armée de l’air de la Force aérienne de la Force de défense du peuple ougandais, plus communément appelée Force aérienne ougandaise, est la branche de la forces armées officielles de l'Ouganda qui s’occupe de la guerre aérienne. Son siège social est situé à Entebbe, en Ouganda. Le commandant actuel de l’armée de l’air est Charles Lutaaya[réf. nécessaire] tandis qu’Emmanuel Kwihangana est chef d’état-major de l’armée de l’air.

## Historique
L’histoire de l’armée de l’air ougandaise remonte à 1964, lorsque la première force aérienne du pays a été créée avec l’aide israélienne. Cette branche militaire s’appelait officiellement « Uganda Army Air Force » (UAAF).  Son premier avion était d’origine israélienne, et ses premiers pilotes se sont entraînés en Israël. Au fur et à mesure que le gouvernement ougandais forgeait des liens plus étroits avec le bloc de l’Est, l’UAAF a commencé à acquérir plus d’avions ainsi qu’un soutien en formation de l’Union soviétique, de la Tchécoslovaquie et de la Libye. L’aide israélienne s’est également poursuivie dans un premier temps.  Après la prise du pouvoir par Idi Amin lors du coup d’État ougandais de 1971, l’armée ougandaise, y compris son armée de l’air, a été encore élargie. Dans le même temps, la corruption et les luttes intestines ont augmenté, tandis que l’aide étrangère a commencé à diminuer, réduisant la capacité d’exploitation de l’UAAF. 
Une grande partie de l’UAAF a été détruite lors du Raid d'Entebbe en 1976, bien qu’elle ait ensuite été reconstruite avec le soutien des libyen et des soviétique. 
En 1978, l’UAAF était commandée par le lieutenant-colonel Christopher Gore et se composait de plusieurs dizaines de MiG-21MF/UM, MiG-17 et MiG-15UTI. Certains des avions disponibles n’étaient pas prêts au combat, et ont été abandonnés pendant la guerre Ouganda-Tanzanie. Le manque de pièces de rechange a particulièrement affecté les MiG-15 et les MiG-17.  L’UAAF a été divisée en trois escadrons de chasse. Cependant, la force a été effectivement anéantie pendant la campagne aérienne de 1978/1979 de la guerre Ouganda-Tanzanie. Ses pilotes et techniciens se sont dispersés, beaucoup fuyant à l’étranger;  ses avions ont été perdus ou pris par les Tanzaniens. 
Après le renversement d’Idi Amin Dada et la destruction de l’UAAF pendant la guerre Guerre ougando-tanzanienne, les prochains gouvernements ougandais ont tenté à plusieurs reprises d’organiser une nouvelle force aérienne. La nouvelle armée nationale, généralement connue sous le nom d’Armée de libération nationale ougandaise (UNLA), a acquis quelques hélicoptères et a organisé une petite aile aérienne. Une nouvelle restauration est restée impossible en raison du manque de financement ainsi que de la reprise du conflit interne, alors que le pays plongeait dans une guerre civile connue sous le nom de guerre bush ougandaise. 
La guerre de brousse a été remportée par le Mouvement de résistance nationale (NRM) rebelle en 1986, ce qui a entraîné l’organisation d’une autre armée nationale. Le gouvernement NRM a commencé à reconstruire l’armée de l’air, mais la « Force aérienne de défense du peuple ougandais » est restée extrêmement petite jusque dans les années 1990, ne comptant que 100 personnes en 1994. L’armée de l’air moderne, dans sa forme actuelle, a été créée en 2005. 
En mai 2011, un contrat pour 6 avions de combat Su-30MK2 d'une valeur estimée à 740 millions de dollars est signée, les appareilles seront livrée de 2011 à 2012. 
En juin 2022, l’Ouganda a pris livraison d’au moins trois hélicoptères d’attaque Mil Mi-28 Havoc et de la Russie. 

## Inventaire
Inventaire en 2016 :
| Aéronef                  | Origine          | Type                     | En service      | Variante          |
| Avion de chasse          | Avion de chasse  | Avion de chasse          | Avion de chasse | Avion de chasse   |
| ------------------------ | ---------------- | ------------------------ | --------------- | ----------------- |
| Mikoyan-Gurevitch MiG-21 | Union soviétique | Avion de chasse          | 5               | MiG-21MF MiG-29UM |
| Sukhoi Su-30             | Russie           | Avion multirôle          | 5               | Su-30MK2          |
| Avion-école              |                  |                          |                 |                   |
| Aero L-39 Albatros       | Tchéquie         | Avion d'entraînement     | 8               | L-39ZA            |
| Aermacchi SF.260         | Italie           | Avion d'entraînement     | 4               |                   |
| Avion de transport       |                  |                          |                 |                   |
| Cessna 208 Grand Caravan | États-Unis       | Avion de transport       | 4               | 208B              |
| Hélicoptère              |                  |                          |                 |                   |
| Bell UH-1 Iroquois       | États-Unis       | Hélicoptère de transport | 2               | UH-1H             |
| Bell 206                 | États-Unis       | Hélicoptère de transport | 5               |                   |
| Mil Mi-8                 | Union soviétique | Hélicoptère de transport | 3               | Mi-171            |
| Mil Mi-24                | Union soviétique | Hélicoptère d'attaque    | 1               |                   |
| Mil Mi-28                | Russie           | Hélicoptère d'attaque    | 3               | Mi-28N            |